# ایساکی ریجی
ایساکی ریجی (انگلیسی: Esaki Reiji; ۱ ژانویهٔ ۱۸۴۵ – ۲۸ ژانویهٔ ۱۹۱۰) عکاس، و سیاستمدار اهل ژاپن بود. او در سال ۱۸۷۱ شاگرد شیموئوکا رنجو بود. پس از یک دوره آموزشی کوتاه، در همان سال یک استودیوی عکس در توکیو افتتاح کرد و سال بعد به آساکوسا نقل مکان کرد تا در اواخر قرن نوزدهم به یکی از برترین استودیوهای پرتره توکیو تبدیل شود.